# 2023년 UEFA 슈퍼컵
2023년 UEFA 슈퍼컵(2023 UEFA Super Cup)은 2023년 8월 16일에 열린 48번째 UEFA 슈퍼컵 대회이다. 그리스 피레아스에 위치한 카라이스카키스 스타디움에서 단판 승부 형식으로 진행될 예정이며 2022-23년 UEFA 챔피언스리그 우승 팀인 맨체스터 시티와 2022-23년 UEFA 유로파리그 우승 팀인 세비야가 맞붙었다.
맨체스터 시티는 1-1 무승부 이후 승부차기에서 5-4로 세비야를 꺾고 사상 첫 UEFA 슈퍼컵 우승을 차지했다. 맨체스터 시티의 감독인 펩 과르디올라는 바르셀로나에서 2009년, 2011년, 그리고 바이에른 뮌헨에서 2013년에 트로피를 따낸 이후 네 번째 타이틀을 거머쥐었고, 동시에 세 클럽에서 슈퍼컵을 들어올린 최초의 감독이 되었다.

## 팀
볼드체로 처리된 연도는 우승한 연도.
| 팀            | 자격                             | 이전 참가                          |
| ------------- | -------------------------------- | ---------------------------------- |
| 맨체스터 시티 | 2022-23년 UEFA 챔피언스리그 우승 | 첫 출전                            |
| 세비야        | 2022-23년 UEFA 유로파리그 우승   | 2006, 2007, 2014, 2015, 2016, 2020 |

## 개최지 선정

### 기존 개최지
2020년 3월 2일, 네덜란드 암스테르담에서 열린 UEFA 집행위원회 회의에서 러시아 카잔에 위치한 아크 바르스 아레나가 최종 개최지로 선정되었다. 알바니아 축구 협회도 티라나에서 경기를 개최하기 위해 유치전에 참가했으나, 투표 전에 후보에서 철회했다.
이 경기가 만약에 이 경기장에서 개최되었다면 러시아에서 열리는 첫 UEFA 슈퍼컵이자 2009년 UEFA 여자 챔피언스리그 결승 1차전 이후 카잔에서 열리는 두 번째 UEFA 클럽 대항전 결승전이었다. 또한, 이 경기장은 2017년 FIFA 컨페더레이션스컵에서 조별 리그 3경기와 준결승전을 치렀고, 2018년 FIFA 월드컵에서도 조별 리그 4경기와 16강전, 8강전을 개최했던 곳이며, 특히 대한민국이 독일을 2-0으로 제압한 카잔의 기적으로 유명한 경기장이다.

### 피레아스로 재선정
그러나, 러시아의 우크라이나 침공으로 인해 카잔에서 경기가 열리는 것이 매우 불확실해졌다. 결국 러시아는 2022년 2월부로 UEFA와 FIFA가 주관하는 모든 대회 출전이 금지되었고, 상트페테르부르크에서 열릴 예정이었던 2022년 UEFA 챔피언스리그 결승전도 파리로 옮겨졌다. 타타르스탄 측은 UEFA가 대회를 그대로 카잔에서 개최할 것을 촉구했다.
2023년 1월 25일, 결국 UEFA 집행위원회는 카잔의 개최권을 박탈하고 경기장을 그리스 피레아스의 카라이스카키스 스타디움으로 이전했다.

## 경기
| 맨체스터 시티 | 1 - 1     | 세비야       |
| ------------- | --------- | ------------ |
| 파머 63′      | 경기 결과 | 엔네시리 25′ |
| 승부차기      |           |              |
|               | 5 - 4     |              |

| 맨체스터 시티 | 세비야 |

| GK            | 31 | 에데르송          |  |     |
| RB            | 2  | 카일 워커 (주장)  |  |     |
| CB            | 25 | 마누엘 아칸지     |  |     |
| CB            | 24 | 요슈코 그바르디올 |  |     |
| LB            | 6  | 나탄 아케         |  |     |
| CM            | 8  | 마테오 코바치치   |  |     |
| CM            | 16 | 로드리            |  |     |
| RW            | 80 | 콜 파머           |  | 85′ |
| AM            | 47 | 필 포든           |  |     |
| LW            | 10 | 잭 그릴리시       |  |     |
| CF            | 9  | 엘링 홀란         |  |     |
| 교체:         |    |                   |  |     |
| GK            | 18 | 슈테판 오르테가   |  |     |
| GK            | 33 | 스콧 카슨         |  |     |
| DF            | 3  | 후벵 디아스       |  |     |
| DF            | 5  | 존 스톤스         |  |     |
| DF            | 14 | 에므리크 라포르트 |  |     |
| DF            | 21 | 세르히오 고메스   |  |     |
| DF            | 82 | 리코 루이스       |  |     |
| MF            | 4  | 캘빈 필립스       |  |     |
| MF            | 32 | 막시모 페론       |  |     |
| MF            | 87 | 제임스 매커티     |  |     |
| FW            | 19 | 훌리안 알바레스   |  | 85′ |
| FW            | 52 | 오스카르 보브     |  |     |
| 감독:         |    |                   |  |     |
| 펩 과르디올라 |    |                   |  |     |

| GK                     | 13 | 야신 부누            |     |       |
| RB                     | 16 | 헤수스 나바스 (주장) |     | 83′   |
| CB                     | 22 | 로이크 바데          | 33′ |       |
| CB                     | 6  | 네마냐 구델          |     |       |
| LB                     | 19 | 마르코스 아쿠냐      |     |       |
| CM                     | 8  | 주안 호르단          |     |       |
| CM                     | 10 | 이반 라키티치        |     |       |
| RW                     | 5  | 루카스 오캄포스      |     |       |
| AM                     | 21 | 올리베르 토레스      |     | 74′   |
| LW                     | 17 | 에리크 라멜라        | 62′ | 90+3′ |
| CF                     | 15 | 유세프 엔네시리      |     | 90+3′ |
| 교체:                  |    |                      |     |       |
| GK                     | 1  | 마르코 드미트로비치  |     |       |
| DF                     | 2  | 페데리코 가토니      |     |       |
| DF                     | 3  | 아드리아 페드로사    |     |       |
| DF                     | 4  | 곤살로 몬티엘        |     | 83′   |
| DF                     | 27 | 키케 살라스          |     |       |
| MF                     | 18 | 지브릴 소우          |     |       |
| MF                     | 24 | 알레한드로 고메스    |     |       |
| MF                     | 26 | 후안루               | 90′ | 74′   |
| MF                     | 28 | 마누 부에노          |     |       |
| FW                     | 7  | 수소                 |     | 90+3′ |
| FW                     | 9  | 라파 미르            |     | 90+3′ |
| FW                     | 11 | 헤수스 마누엘 코로나 |     |       |
| 감독:                  |    |                      |     |       |
| 호세 루이스 멘딜리바르 |    |                      |     |       |

- 최우수 선수: 콜 파머 (맨체스터 시티)[1]

| 부심: 시릴 뮈니에 (프랑스) 메흐디 라흐무니 (프랑스) 대기심: 에스펜 에스코스 (노르웨이) 비디오 보조심판(VAR): 제롬 브리사르 (프랑스) 보조 비디오 보조심판(VAR): 에리크 와텔리에 (프랑스) 페다이 산 (스위스) | 경기 규칙 - 전후반 90분 동안 경기를 진행한다. - 전후반 90분 상황에서 동점이면 연장전 30분을 진행한다. - 연장전에서도 동점이면 승부차기를 진행한다. - 교체 선수 명단은 12명까지 올릴 수 있으며 한 팀당 최대 5명까지 교체할 수 있다. 연장전에 들어간 경우에는 최대 6명까지 교체할 수 있다. 각 팀에게는 3번의 선수 교체 기회가 주어지며 연장전에 한해 4번째 선수 교체 기회가 주어진다. 단 하프타임, 연장전 시작 이전, 연장전 하프타임에 일어난 선수 교체는 제외된다. |

## 같이 보기
- 2023 UEFA 챔피언스리그 결승전
- 2023 UEFA 유로파리그 결승전
- 2023 UEFA 유로파컨퍼런스리그 결승전